# Andreas Behm
Andreas Behm (* 28. November 1962 in Stralsund; † 27. Dezember 2021 ebenda) war ein deutscher Gewichtheber in der Leichtgewichtsklasse, der für die BSG Motor Stralsund und den TSV 1860 Stralsund startete. 1982 wurde er Weltmeister.

## Karriere
Behm begann 1971 seine sportliche Laufbahn im Alter von 8 Jahren als Turner und wurde als 13-Jähriger wie sein Zwillingsbruder Mario Gewichtheber. Während jener verletzungsbedingt den Sport aufgab, gelang Andreas Behm bis zum Alter von 18 Jahren der Durchbruch.
Nach einer OP im Jahr 1988 stand seine sportliche Karriere auf der Kippe.
Höhepunkt seiner Karriere war der Gewinn der Bronzemedaille bei den Olympischen Spielen 1992 in Barcelona. Dafür erhielt er am 23. Juni 1993 das Silberne Lorbeerblatt.
Eine Vizeweltmeisterschaft im Zweikampf und zwei Europameistertitel ergänzten seine Erfolgsliste. Letzter bedeutender Titelgewinn war die Deutsche Meisterschaft 1998 in Regen. Andreas Behm gewann bei Olympischen Spielen sowie Welt- und Europameisterschaften 38 Medaillen und ist damit der erfolgreichste deutsche Gewichtheber. Bis zu seinem Abschied vom aktiven Leistungssport im Jahr 2000 stellte er insgesamt 21 Landesrekorde in der DDR und drei Weltrekorde auf. Nach seinem Rücktritt trainiert er die Jugendmannschaft des TSV 1860 Stralsund.
Andreas Behm war verheiratet und Vater des Gewichthebers  Robby Behm, den er trainierte. Er starb Ende Dezember 2021 im Alter von 59 Jahren nach mehrjähriger Krebserkrankung in seinem Wohnort Stralsund.

## Erfolge (Auswahl)
- Weltmeisterschaften im Gewichtheben 1981 4. Platz
- Weltmeisterschaften im Gewichtheben 1982 2. Platz
- Weltmeisterschaften im Gewichtheben 1983 3. Platz
- Weltmeisterschaften im Gewichtheben 1987 2. Platz
- Weltmeisterschaften im Gewichtheben 1989 5. Platz
- Weltmeisterschaften im Gewichtheben 1990 5. Platz
- Weltmeisterschaften im Gewichtheben 1991 6. Platz
- Olympische Spiele 1992 3. Platz
- Weltmeisterschaften im Gewichtheben 1993 3. Platz
- Weltmeisterschaften im Gewichtheben 1994 7. Platz
- Weltmeisterschaften im Gewichtheben 1995 6. Platz
- Deutsche Meisterschaft 1996 1. Platz
- Olympische Spiele 1996 10. Platz
- Deutsche Meisterschaft 1997 1. Platz
- Deutsche Meisterschaft 1998 1. Platz[8]

## Auszeichnungen (Auswahl)
- 1984: Vaterländischer Verdienstorden in Gold[9]